# Attila bolivianus
Az Attila bolivianus a madarak (Aves) osztályának verébalakúak (Passeriformes) rendjébe és a királygébicsfélék (Tyrannidae) családjába tartozó faj.

## Rendszerezése
A fajt Frédéric de Lafresnaye francia ornitológus írta le 1848-ban.

## Alfajai
- Attila bolivianus bolivianus Lafresnaye, 1848
- Attila bolivianus nattereri Hellmayr, 1902[2]

## Előfordulása
Dél-Amerikában, Bolívia, Brazília, Ecuador, Kolumbia és Peru területén honos. Természetes élőhelyei a szubtrópusi vagy trópusi síkvidéki esőerdők és mocsári erdők, folyók és patakok környékén.

## Megjelenése
Testhossza 22 centiméter, testtömege 40-45 gramm.

## Természetvédelmi helyzete
Az elterjedési területe rendkívül nagy, egyedszáma ugyan csökken, de még nem éri el a kritikus szintet. A Természetvédelmi Világszövetség Vörös listáján nem fenyegetett fajként szerepel.